# Kungsbacksförsamlingen
Kungsbacksförsamlingen var en församling i nuvarande Stockholms stift i nuvarande Stockholms kommun. Församlingen uppgick 1675 i Sankt Olofs församling (Adolf Fredrik).

## Administrativ historik
Församlingen bildades 3 november 1671 genom utbrytningar ur Sankt Jakobs församling (Brunkebergsdelen) och Klara församling (Kungsbacksdelen). Namnet var först Brunkebergs- och Kungsbacksförsamlingen vilket ändrades 12 mars 1674 då Brunkebergsdelen av församlingen återgick till Sankt Jakobs församling. Församlingen utgjorde ett eget pastorat till 1675 då den uppgick i Sankt Olofs församling (Adolf Fredrik). 

## Kyrkoherdar
| Ämbetstid | Namn            | Levnadstid | Övrigt |
| --------- | --------------- | ---------- | ------ |
| 1671–1674 | Olaus Rundelius | –1675      |        |

### Komministrar
| Ämbetstid | Namn               | Levnadstid | Övrigt                                       |
| --------- | ------------------ | ---------- | -------------------------------------------- |
| 1671–1674 | Petrus Andreæ Muur |            | Senare komminister i Sankt Olofs församling. |